# Mészáros László (politikus)
Mészáros László (Kecskemét, 1952. január 18. –) magyar üzemmérnök, politikus, országgyűlési képviselő (1991–1994, MDF).

## Életpályája

### Iskolái
1966–1970 között a kecskeméti Katona József Gimnázium diákja volt. 1970–1973 között a kecskeméti Gépipari és Automatizálási Műszaki Főiskola hallgatója volt; rendszerszervező üzemmérnök lett.

### Pályafutása
1973–1978 között a Kecskeméti Konzervgyár üzemszevezőjeként dolgozott. 1978–1979-ben a Fémipari Szövetkezet Kereskedelmi és Marketing osztályvezetője volt. 1980–1988 között a Volántouirst Vállalat Balatoni Kirendeltségének vezetőjeként tevékenykedett. 1988–1991 között a Novoturist Kft. cégvezetője volt. 1992-től az Euro-Hungária Alapítvány elnöke. 1993-tól a Magyar Múzsa Alapítvány elnöke. 1993–1994-ben a MAHÍR Rt. igazgatótanácsának elnöke, valamint az Antenna Hungária Rt. igazgatósági tagja volt. 1993–1995 között a Bácskonzum Rt. igazgató-helyettese, valamint az Agroprodukt Rt. igazgatósági elnöke volt. 1994–1996 között a MAHÍR Rt. Felügyelő Bizottság elnöke volt. 1995-ben a Tér Rt. igazgatója volt. 1995-től a Kecskeméti Konzervatív Polgári Kör elnöke. 1996-ban a Ho-Fi Kft. szervezési főtanácsadója volt. 1996-tól a Magyar Polgári Együttműködés Egyesület alelnöke, 2006-tól egyben főtitkára is. 1997–2002 között üzleti, tőkepiaci és szervezési tanácsadó volt. 2002-ben a Hazai Primőr Kft. ügyvezető igazgatója volt. 2002-től a Szellemi Környezetvédelemért Alapítvány elnöke. 2004–2007 között a Magyar Rádió Közalapítvány Ellenőrző Testületének elnöke volt. 2007-től a Kecskeméti Lapok Kft. ügyvezető igazgatója. 2012-ben alapító tagja volt a Patrióta Európa Mozgalomnak.

### Politikai pályafutása
1988–1996 között, valamint 2005-től az MDF tagja. 1989–1991 között a Veszprém megyei választmány elnöke volt. 1990-ben és 1994-ben országgyűlési képviselőjelölt volt. 1991–1993 között az MDF pártigazgatója volt. 1991–1994 között országgyűlési képviselő (Veszprém megye) volt. 1993-ban a Kulturális, tudományos, felsőoktatási, televízió, rádió és sajtó bizottság tagja volt. 1993–1994-ben a Környezetvédelmi bizottság tagja volt. 1996–2005 között a MDNP tagja volt.

## Családja
Szülei: Mészáros László közgazdász és Horváth Rozália voltak. Felesége, Kádasi Laura. Három gyermeke született: Ida (1974), Máté Ábel (1986) és Kata Fruzsina (1988).

## Díjai
- Magyar Arany Érdemkereszt (2018)[4][5]